# NBA 2K22
NBA 2K22 è un videogioco di basket del 2021, sviluppato da Visual Concepts, pubblicato da 2K e basato sulla National Basketball Association (NBA). È il 23º capitolo della serie NBA 2K, il successore di NBA 2K21 e il predecessore di NBA 2K23.
Il gioco è stato pubblicato il 10 settembre 2021 per Nintendo Switch, PlayStation 4, PlayStation 5, Windows, Xbox One e Xbox Series X/S. L'edizione arcade è stata pubblicata per Apple Arcade il 19 ottobre 2021. 
A maggio 2022 il gioco ha venduto oltre 10 milioni di copie.

## Modalità di gioco
Le modalità di gioco di NBA 2K22 sono state profondamente modificate rispetto all'edizione precedente.
La maggior parte delle modifiche riguarda le modalità di attacco e difesa relative alla partita. Per quanto riguarda le prime, le modifiche sono relative alle azioni per saltare i difensori dal palleggio con nuove mosse e combo con gli altri componenti della squadra, nuove movenze sul rilascio a tiro, nuova grafica relativa alle schiacciate e movenze del tutto nuove sugli alley oop (che ora richiedono delle caratteristiche specifiche del personaggio).
Per quanto riguarda le dinamiche della difesa, è stata migliorata la posizione difensiva dei giocatori in campo, con miglioria relativa anche alle stoppate e ai contrasti su tiro.
Anche l'online ha avuto delle migliorie relative al gameplay, come per esempio Myteam, una modalità dedicata alla creazione della squadra partendo da zero e che prevede l'aggiunta di giocatori attraverso pacchetti. In ognuna delle tre edizioni del gioco è incluso un giocatore gratuito utilizzabile su Myteam. 
Un'altra novità di NBA 2K22 è l'ambiente Città, luogo d'incontro per tutti i giocatori, con possibilità di testare le abilità di questi ultimi sfidando altri utenti online nel campetto in un classico 3vs3.
Ci sono novità dedicate anche per chi gioca solo dalle piattaforme delle generazioni precedenti: PS4, Xbox One, Nintendo Switch e PC. Questi giocatori possono partecipare a un quartiere costruito su una nave da crociera, con la possibilità di prendere parte a eventi che si tengono sulla terraferma quando la nave attracca.
L'ultima modalità è "La mia NBA", ovvero una gestione totale del roster. In questa modalità il giocatore interpreta il ruolo di un presidente di squadra: dovrà gestire osservatori, preparatori, allenatori e dedicarsi al mercato per migliorare la propria squadra fino a portarla alla conquista dell'anello NBA.

## Edizioni
Le edizioni di NBA 2K22 sono tre: l'edizione standard, l'edizione dedicata al 75º anniversario e infine il bundle cross gen adatto per chi usare il gioco sia da old gen (playstation 4, Xbox One, Nintendo Switch e PC) che su next gen (playstation 5, Xbox Series X/S).

### Edizione Standard
Nell'edizione standard l'uomo copertina è Luka Dončić. Al profilo del giocatore vengono aggiunte molte ricompense da utilizzare nella modalità online; in alternativa è possibile utilizzare i boost dedicati al miglioramento del giocatore nella modalità MyCareer.
- 5.000 punti Myteam, spendibili nell'online per acquistare pacchetti per migliorare la propria squadra
- 10 pacchetti promozionali Myteam (x1 a settimana)
- 1 potenziamento per ogni tipo di abilità MyCareer, utilizzabile nella carriera dedicata al proprio giocatore
- 1 boost per ogni tipo di Gatorade Boost, utilizzabile sempre nell'online per aumentare una caratteristica nello specifico in maniera temporanea
- Maglia Myplayer Luka Dončić
- Scheda agente gratis Luka Dončić Myteam da 95 punti

### Edizione 75º anniversario
Sulla copertina dell'edizione 75º anniversario sono collocati tre cestisti: Kareem Abdul-Jabbar, Kevin Durant e Dirk Nowitzki. In questa edizione le ricompense sono raddoppiate e rispetto all'edizione standard sono presenti degli oggetti extra utilizzabili nelle modalità online.
- 10.000 punti Myteam spendibili in gioco
- 10 gettoni Myteam
- 22 pacchetti promozionali Myteam (x10 al lancio e x3 a settimana per 4 settimane) per migliorare la propria squadra
- 1 pacchetto Myteam Carta Allenatore
- Carte Myteam Zaffiro Kareem Abdul-Jabbar, Kevin Durant e Dirk Nowitzki
- 1 carta Myteam Scarpa Diamante Jordan
- 10 potenziamenti per ogni tipo di abilità MyCareer
- 10 boost per ogni tipo di Gatorade Boost
- Zaino e manicotto da braccio Myplayer
- 4 magliette dell'Atleta Cover per Myplayer
- 1 skateboard personalizzato per Myplayer per spostarsi meglio all'interno della città

### Bundle cross-gen
Bundle per immergersi nelle rivisitazioni new gen o proseguire con la versione old gen. Le ricompense extra sono le stesse dell'edizione dedicata al 75º anniversario; l'unica differenza sostanziale è la possibilità di giocare con chi ha un'edizione diversa da questa.
- 10.000 punti Myteam
- 22 pacchetti promozionali Myteam (x10 al lancio e x3 a settimana per 4 settimane)
- 1 pacchetto Myteam Carta Allenatore
- Carte Myteam Zaffiro Kareem Abdul-Jabbar, Kevin Durant e Dirk Nowitzki
- 1 carta Myteam Scarpa Diamante Jordan
- 10 potenziamenti per ogni tipo di abilità MyCareer
- 10 boost per ogni tipo di Gatorade Boost
- Zaino e manicotto da braccio Myplayer
- 4 magliette dell'Atleta Cover per Myplayer
- 1 skateboard personalizzato per Myplayer

## Accoglienza
| Testata             | Versione             | Giudizio |
| ------------------- | -------------------- | -------- |
| Multiplayer         | PS5/ Xbox Series X/S | 8/10     |
| Everyeye            | Xbox Series X        | 8.5/10   |
| Eurogamer           | PS5/XboxSeries X/S   | 6/10     |
| Nerdmovieproduction | PlayStation 4        | 7.5/10   |

Multiplayer.it afferma che il gioco è un'ottima esperienza, con un flusso di gioco fluido che premia il gioco di squadra e con un apprezzabile sistema di gestione della fatica. Tuttavia, la città virtuale del gioco viene giudicata ancora acerba e non completamente sviluppata.
Everyeye.it afferma che, nonostante il miglioramento del comparto tecnico e del sistema di tiro, nella versione "new gen" il gioco ha alcune lacune che compromettono l'esperienza. Tuttavia, NBA 2K22 rimane una simulazione di basket di altissimo livello.
Eurogamer.it afferma che sebbene il gameplay sia stato migliorato, le modalità di gioco sono peggiorate. Giocare in competitivo senza spendere denaro reale per acquistare pacchetti è diventato molto difficile, il che porta l'utente ad acquistare loot box con probabilità sempre più basse di ottenere oggetti di valore sempre più basso. Inoltre, i problemi relativi ai server impediscono spesso di giocare durante il fine settimana. La versione next gen del gioco viene giudicata migliore rispetto alla versione last-gen e viene consigliato di scegliere la versione PS5/Xbox Series per una maggiore profondità di gioco e una migliore grafica e animazioni.
Nerdmovieproductions.it afferma che NBA 2K22 per PlayStation 4 offre un gameplay e una grafica eccellenti e una colonna sonora di alto livello. Nonostante alcuni difetti viene valutato come un gioco piacevole da giocare.